# Las máscaras
Las máscaras é uma telenovela mexicana, produzida pela Televisa e exibida em 1971 pelo El Canal de las Estrellas.

## Elenco
- Marga López
- Joaquín Cordero
- Irán Eory
- Rita Macedo